# Casy-Insel
Die Casy-Insel (französisch Île Casy, spanisch Roca Casy) ist eine Insel vor der Westküste der Trinity-Halbinsel im Norden des westantarktischen Grahamlands. Sie ist die größte einer Gruppe kleiner Inseln, die 3 km südöstlich der Lafarge Rocks und 5 km nordöstlich des Coupvent Point liegen.
Teilnehmer der Dritten Französischen Antarktisexpedition (1837–1840) unter der Leitung des Seefahrers und Polarforschers Jules Dumont d’Urville entdeckten und benannten sie. Namensgeber ist der spätere Politiker und Admiral Joseph Grégoire Casy (1787–1862), ein Freund d’Urvilles und Adjutant des damaligen französischen Marineministers Claude du Campe de Rosamel (1774–1848).